# Meinhard Rüdenauer

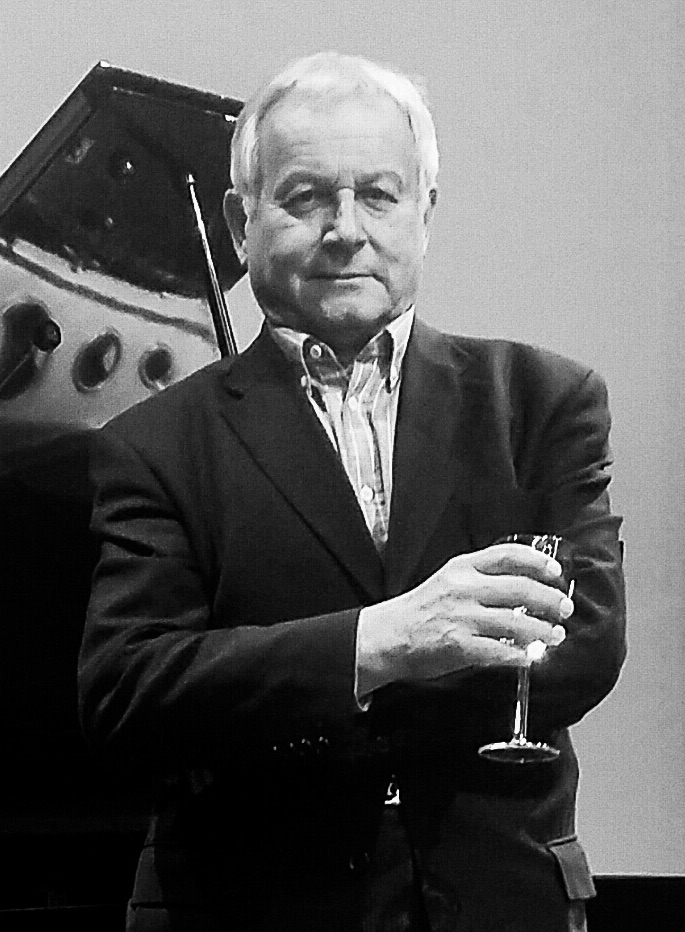
Meinhard Rüdenauer (2020)

Meinhard Rüdenauer (* 30. Juni 1941 in Wien) ist ein österreichischer Komponist und Musikschriftsteller.

## Leben und Wirken
Meinhard Rüdenauer studierte in den Jahren von 1960 bis 1966 Komposition bei Karl Schiskean der Wiener Musikakademie und am Salzburger Mozarteum sowie Musikwissenschaft an der Universität Wien. Zudem absolvierte er Studienaufenthalte in London und besuchte die Internationalen Ferienkurse für Neue Musik in Darmstadt/Deutschland.
Rüdenauer ist Gründer und Leiter der Wiener Mozart Company. Die Schwerpunkte seiner kompositorischen Arbeiten liegen auf Kammermusik, Tanzstücke und Kinderopern. Er lebt in Wien und ist als Kulturjournalist für Kronen Zeitung Wien und anderen österreichischen wie internationalen Journalen (z. B. Dancemagazine New York) tätig.

## Auszeichnungen
- 1979: Förderpreis der Stadt Wien[3]
- 1979: Förderungspreis des Theodor-Körner-Fonds[2]
- 1983: Österreichischen Intendantenpreis für die Kinderoper „Zauberbär und Wünschelstimme“ (Carinthischer Sommer, ORF)[2]
- 1986: Förderungspreis des Bundeskanzleramts Österreich für Kunst und Kultur[2]

## Werke (Auswahl)

### Ensemblemusik
- Invocation and Clowns Dance of the Bareback Riders – Quintett für Trompete, Gitarre, Schlagzeug, Klavier und Kontrabass mit Solostimme Sopran (1969)[4]
- Sextett – für Flöte, Klarinette, Violine, Viola, Violoncello und Klavier (1970)[4]
- Beschreibungen der inneren Erfahrung – Sextett für Stimme, Klarinette, Tenorposaune, Klavier, Viola und Violoncello (1971)[4]
- Erstes Streichquartett – Ergänzungen zu Alice im Wunderland, Quartett für zwei Violinen, Viola und Violoncello (1972)[4]
- Amoroso – Duo für Flöte und Violine (1977)[4]
- Liebeslieder – Septett für Flöte, Klarinette, Horn, Fagott, Violine, Viola und Cello (1978)[4]
- Spiele, tanze – Quartett für Trompete, Horn, Posaune und Orgel (1979)[4]
- Danza di amorini – Duo für Oboe d’amore und Cembalo (1980)[4]
- Salome im Elend – Kirchenballett für Harfe und Streichtrio (1980)[4]
- Wünsche erzählen – Streichtrio für Violine, Viola (1), Violoncello (1981)[4]
- Tango canio quatorze – Duo für Flöte und Harfe (1983)[4]
- Drittes Streichquartett – für zwei Violinen, Viola und Violoncello (1988)[4]
- Dances & Sentimental Thoughts – für Saxophonquartett (1988)[4]
- Präambel & Hymnus – Duo für Klavier und Violoncello (1989)[4]
- Capricen-Büchlein – Duo für Violine und Klavier (1989)[4]
- Wintermärchen – Trio für Flöte, Harfe und Violoncello (1989)[4]
- Wittgenstein-Duo – für zwei Violinen (1990)[4]
- Die Gefahr der Fahrt – Liederzyklus für mittlere Stimme, Violine, Viola und Cello, nach Gedichten von Josef Neubauer (1990)[4]
- Augustin-Walzer – Duo für Klavier und Akkordeon (1991)[4]
- Das Echo der Lieder – Trio für Violine, Klarinette und Klavier (1991)[4]
- Air & Caprice – Duo für Violine und Klavier (1995)[4]
- Lux aeterna – Duo für Trompete und Orgel mit Solostimme (1995)[4]
- Blätter & Blüten – Duo für Violine und Gitarre (1996)[4]
- Mondo allegro – Quartett für Oboe, Violine, Viola und Violoncello (1996)[4]

### Solomusik
- Love’s Philosophy – Liederzyklus für hohe Stimme und Klavier nach Texten von Percy Bysshe Shelley (1967)[4]
- Tanka – Liederzyklus für hohe Stimme und Klavier (1967)[4]
- Spring aus Deiner Stadt heraus – für Klavier solo (1972)[4]
- Street – für E-Gitarre solo (1973)[4]
- Brenne o Herz – Arie für Oboe solo (1977)[4]
- Revenir – Vier Stücke für Fagott solo (1977)[4]
- Flötenimpromptus – für Flöte solo (1978)[4]
- Thé dansant – für Violine solo (1978)[4]
- Wie eine alte Romanze – für Violoncello solo (1978)[4]
- Quasi una fantasia – für Klavier solo (1978)[4]
- Masques – für Klavier solo (1979)[4]
- Fiori oscuri – für Gitarre solo (1980)[4]
- Späte Walzer – für Klavier solo (1981)[4]
- Rosen-Adagietto – für Violine solo (1981)[4]
- Kleine Revue – für Klavier solo (1986)[4]
- Ricordanza-Etüde – für Klavier solo (1988)[4]
- Concerto per viola ed archi – für Viola solo (1989)[4]

### Bühnenmusik
- Zauberbär und Wünschelstimme – Kinderoper nach Texten von Ernst A. Ekker (1983)[4]
- Messer – Kammeroper (1985)[4]
- Les papillons – Ballett für Kinder (1989)[4]
- Bussi für die Bären – Kinderoper (1990)[4]
- Kling Klang Simsalant Hokuspokus Elefant – Zaubermusical für Kinder (1991)[4]